# Les Arts florissants (ensemble musical)
Cet article concerne un ensemble musical. Pour l'opéra de Marc-Antoine Charpentier, voir Les Arts florissants.
Les Arts florissants est un ensemble musical français fondé en 1979 par William Christie, spécialisé dans la musique baroque et plus particulièrement dans la musique baroque française.
L'ensemble est l'un des huit membres fondateurs de la FEVIS, créée en 1999.

## Fondation et direction

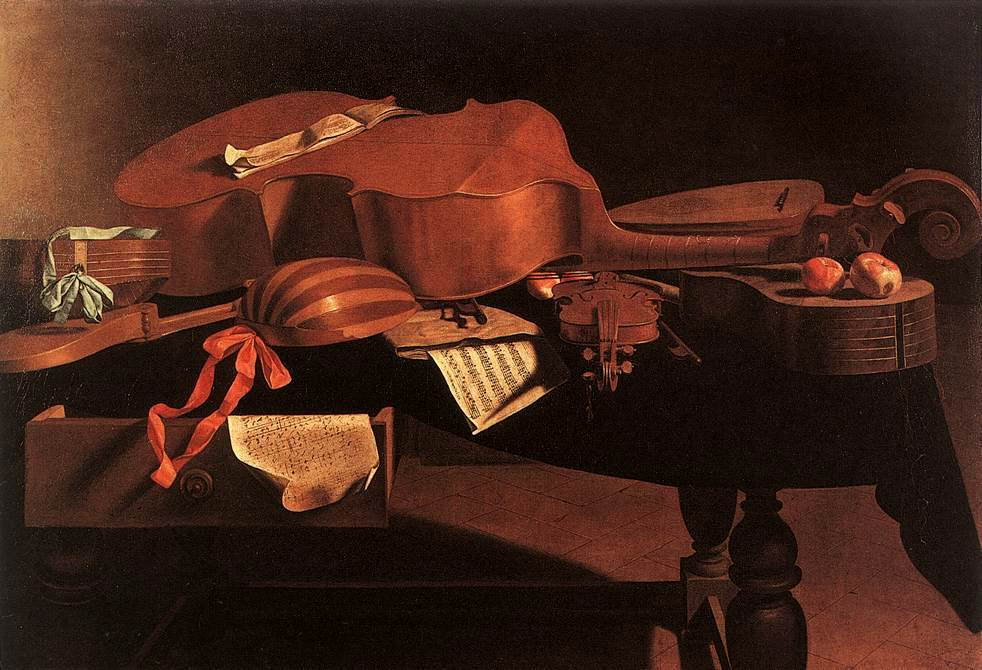
Instruments de musique baroque : une vielle à roue, une viole de gambe, un luth, un violon baroque et une guitare baroque.

L’ensemble a été fondé en 1979 et est dirigé par le claveciniste et chef d'orchestre français de naissance américaine William Christie. Il tire son nom de l'opéra Les Arts florissants du compositeur français Marc-Antoine Charpentier (1643-1704). Paul Agnew, après avoir été directeur musical adjoint à partir de septembre 2013, a été nommé codirecteur musical de l'Ensemble en mars 2020.

## Composition
Il se compose d’une formation instrumentale (jouant sur instruments d’époque) ainsi que d’un ensemble vocal à géométrie variable. Tous les musiciens assument régulièrement les rôles de solistes.
C'est une pépinière de talents : plusieurs anciens membres des Arts Florissants sont devenus des chefs d'orchestre reconnus dans le monde de la musique baroque et de la période classique, au nombre desquels : Marc Minkowski (fondateur des Musiciens du Louvre), Christophe Rousset (fondateur des Talens Lyriques), Hugo Reyne (fondateur de La Simphonie du Marais), Hervé Niquet (fondateur du Concert Spirituel), tous participants à Atys, une des créations légendaires de l'ensemble : ils y étaient respectivement : basson, clavecin, flûte, et choriste.

## Pratique de la représentation et instruments
L'ensemble compte parmi les principaux ensembles adeptes de la manière dite « historique » qui se fixe pour objectif non pas de procéder à une reconstitution, mais de faire un travail de création sur une musique, avec des moyens aussi proches que possible de ceux que le compositeur avait en tête quand il a conçu l’œuvre. Le travail porte sur le son et le style, tant dans l’articulation que dans le rythme. Comme dans tous les ensembles spécialisés, les instruments utilisés sont soit d’époque (violons non remanchés), soit des copies fidèles aux originaux (flûtes, hautbois). Les cordes des instruments sont en boyau et les archets sont de type baroque.

## Coopération
Les ensembles vocal et instrumental collaborent avec d’autres ensembles musicaux. William Christie utilise, par exemple, l’ensemble vocal avec des orchestres d’opéra pour des productions exigeant un chœur.

## Financements publics et dépenses

### Ressources
Pour son exercice 2019, Les Arts Florissants indiquent bénéficier d'un budget de 5,5 millions d'euros, dont 22% proviennent de subventions publiques soit environ 1,2 million d'euros, et 27% de mécénat, soit plus de 2 millions d'euros. Il s'agit d'un montant comparable aux subventions de l'exercice 2017.
La fondation a par ailleurs perçu 19 321 € au titre du CICE sur l'exercice 2017.

## Résidence et soutiens
Les Arts Florissants sont soutenus par le ministère de la Culture et de la Communication, la Philharmonie de Paris qui les accueille en résidence depuis 2015,, et des mécènes (American Friends of Les Arts Florissants).
Leurs enregistrements, après avoir été produits par Harmonia Mundi puis par Erato, Virgin Classics et Warner Classics, le sont à nouveau par Harmonia Mundi avec la collection « Les Arts Florissants ».

## Festivals
Depuis 2012, Les Arts Florissants organisent chaque année fin août le festival « Dans les Jardins de William Christie » à Thiré, en Vendée, dans les jardins créés par le chef d'orchestre lui-même (les jardins du Bâtiment, reconnus Jardins remarquables et inscrits à l'inventaire des Monuments historiques) autour d'une demeure du XVIe siècle acquise par lui en 1985. Ce festival unique en son genre permet à tous les publics de découvrir la musique baroque à travers des ateliers musicaux ouverts aux plus jeunes, des concerts aux quatre coins des jardins, l'après midi, un spectacle le soir sur une scène flottant sur un miroir d'eau pour s'achever par des Méditations à l'aube de la nuit dans l'église de Thiré.
En 2017, un deuxième festival voit le jour, toujours en partenariat avec le Département de la Vendée : le Festival de Printemps - Les Arts Florissants. Dirigé par Paul Agnew, ce festival invite à découvrir le répertoire de musique sacrée baroque dans le cadre des églises du Sud-Vendée.

## Distinction
Le chœur des Arts Florissants est lauréat du Prix Liliane Bettencourt pour le chant choral en 2004, décerné en partenariat avec l’Académie des beaux-arts. Ce prix récompense la qualité musicale de l’ensemble et sa maîtrise de l’art vocal baroque.

## Productions (sélection)
- 1980 : Caecilia, Virgo et Martyr  H.413 de Marc-Antoine Charpentier
- 1980 : Filius Prodigus  H.399 de Marc-Antoine Charpentier
- 1981 : Pastorale sur la Naissance de N.S. Jésus-Christ H.483 de Marc-Antoine Charpentier
- 1981 : Altri Canti de Claudio Monteverdi
- 1982 : In Nativitatem D.N.J.C. Canticum H.414 de Marc-Antoine Charpentier
- 1982 : Les Arts florissants H.487, H.487 a de Marc-Antoine Charpentier
- 1983 : Dido and Aeneas de Purcell
- 1983 : Il ballo delle ingrate de Monteverdi
- 1983 : In nativitatem Domini canticum H.416 de Marc-Antoine Charpentier
- 1985 : Actéon  H.481, H.481 a de Marc-Antoine Charpentier
- 1985 : Anacréon de Rameau
- 1985 : La Passion selon Saint-Jean de Bach
- 1986 : Actéon H.481, H.481 a de Marc-Antoine Charpentier
- 1986 : Anacréon de Rameau
- 1986 : Atys de Lully
- 1987 : Atys de Lully
- 1989 : Atys de Lully
- 1989 : The Fairy Queen de Purcell
- 1990 : Les Indes galantes de Rameau
- 1990 : Le Malade imaginaire H.495 de Marc-Antoine Charpentier
- 1991 : Castor et Pollux de Rameau
- 1992 : Atys de Lully
- 1993 : Médée H.491 de Marc-Antoine Charpentier
- 1993 : Orlando de Handel
- 1993 : Les Indes galantes de Rameau
- 1994 : Médée H.491 de Marc-Antoine Charpentier
- 1994 : Die Zauberflöte de Mozart
- 1994 : Médée H.491 de Marc-Antoine Charpentier
- 1995 : Die Entführung aus dem Serail de Mozart
- 1995 : Die Zauberflöte de Mozart
- 1995 : King Arthur de Purcell
- 1996 : Acis and Galatea de Handel
- 1996 : Alcina de Handel
- 1996 : Hippolyte et Aricie de Rameau
- 1996 : Die Entführung aus dem Serail de Mozart
- 1996 : Semele de Handel
- 1997 : Hippolyte et Aricie de Rameau
- 1997 : Le Nozze di Figaro de Mozart
- 1998 : Les Pèlerins de la Mecque de Gluck
- 1999 : Les Indes galantes de Rameau
- 1999 : Alcina de Handel
- 2000 : Il ritorno d'Ulisse in patria de Monteverdi
- 2000 : Les Indes galantes de Rameau
- 2001 : Il Tito de Pietro Marc Antonio Cesti
- 2002 : Il ritorno d'Ulisse in patria de Monteverdi
- 2002 : L'incoronazione di Poppea de Monteverdi
- 2003 : Les Boréades de Rameau
- 2003 : Les Indes galantes de Rameau
- 2003 : Serse de Handel
- 2004 : Les Paladins de Rameau
- 2004 : Hercules de Handel
- 2006 : Hercules de Handel
- 2006 : Die Zauberflöte de Mozart
- 2006 : Die Entführung aus dem Serail de Mozart
- 2008 : Armide de Lully
- 2010 : The Fairy Queen de Purcell
- 2010 : Pygmalion de Rameau
- 2012 : David et Jonathas  H.490  de Marc-Antoine Charpentier (Festival d’Aix-en-Provence)

## Discographie (sélection)
- Caecilia virgo et martyr H.413, Filius prodigus  H.399, Magnificat à 3 voix H.73 de Marc-Antoine Charpentier, Saint-Michel de Provence, LP & CD  Harmonia Mundi (enregistré 11/1979). 1980
- Cantique de Moÿse ; Veni sponsa mea ; Trois fantaisies à quatre pour les violes ; Espoir de toute âme affligée ; O bone Jesu d’Étienne Moulinié, Saint-Michel de-Provence, Harmonia Mundi, 1980 report 2016
- Les Arts Florissants H.487, Intermèdes pour le mariage forcé H.494 ii et la comtesse d'Escarbagnas H.494 i de Marc-Antoine Charpentier, Saint-Michel de Provence, LP & CD (H.487 seul) Harmonia Mundi (enregistré 05/1981). 1982 Prix mondial du disque de Montreux
- Pastorale sur la naissance de N.S. Jesus-Christ H.483, Magnificat à 3 voix H.73 de Marc-Antoine Charpentier, Saint-Michel de Provence, LP Harmonia Mundi (enregistré 05/1981). 1981
- Pastorale sur la naissance de N.S. Jesus-Christ H.483, In Nativitatem D.N.J.C. Canticum  H.414 de Marc-Antoine Charpentier, Saint-Michel de Provence, CD Harmonia Mundi (enregistré 05/1981 & 05/1982). 1982
- Altri canti : Madrigaux extraits des VIIe et VIIIe livres de Claudio Monteverdi, Saint-Michel de Provence, Harmonia Mundi, 1981
- Anacréon ballet en un acte de Jean-Philippe Rameau, Saint-Michel de-Provence, Harmonia Mundi, 1982
- Les Antiennes "O" de l'Avent H.36 à H.43,  In Nativitatem D.N.J.C. canticum H.414 de Marc-Antoine Charpentier, Saint-Michel de Provence, LP Harmonia Mundi (enregistrét 05/1982).1982. Report CD 1990 et 2021
- Actéon H.481, H.481 a, Intermèdes pour Le mariage forcé H.494 ii  de Marc-Antoine Charpentier, Saint-Michel de Provence, LP (H.481 & H.481 a uniquement) & CD Harmonia Mundi (enregistré 04/1982). 1982
- Un Oratorio de Noël, In nativitatem Domini canticum H.416, Sur la naissance de Notre Seigneur Jésus-Christ H.482 de Marc-Antoine Charpentier, Saint-Michel-de Provence, LP & CD Harmonia Mundi, (enregistré 08/1983).1983 report 2021
- Médée H.491 de Marc-Antoine Charpentier, Arles, 3 CD Harmonia Mundi (enregistré 04/1984). 1984 report 2019
  - Grand Prix du Disque Académie Charles Cros, La Référence Compcact magazine, Sélection Télérama ffff, Diapason d'or, Le Timbre d'Argent de la revue Opéra, Diamant de Harmonie panorama musique, Gramophone award 1985, International Record Critics Award Montreux 1985, Prix Opus 1985 USA, Choc de Classica 2019
- Le Reniement de Saint Pierre H.424, Méditations pour le Carême (H.380 à H.389) de Marc-Antoine Charpentier, Saint-Michel-de-Provence, LP & CD Harmonia Mundi (enregistré 04/1985). 1986
- Cantates de Michel Pignolet de Montéclair, Saint Michel de Provence CD Harmonia Mundi 1988 report 2016
- Te Deum H.146, Missa assumpta est Maria H.11, Litanies de la Vierge H.83, de Marc-Antoine Charpentier, Arles, CD Harmonia Mundi (enregistré 10/1988). 1989, report SACD 2003
- Le Malade imaginaire H.495 de Marc-Antoine Charpentier, Arles, CD Harmonia Mundi (enregistré 04 1990). 1990 report 2021
- Cantates de Louis-Nicolas Clérambault, Arles, Harmonia Mundi, 1990
- Te Deum ; Super flumina Babilonis ; Confitebor tibi Domine de Michel-Richard de Lalande, Arles, Harmonia Mundi, 1991
- Airs de cour (1689) de Michel Lambert, Arles, Harmonia Mundi, 1992
- Idoménée (version de 1731) de André Campra,  Bernard Deletré, Idoménée, Sandrine Piau, Electre, Monique Zanetti, Ilione, Jean-Paul Fouchécourt, Idamante, Les Arts Florissants, direction William Christie (3 CD Harmonia Mundi, 1992)
- Te Deum ; motets de Guillaume Bouzignac, Arles, Harmonia Mundi, 1993
- A Purcell companion de Henry Purcell, Arles, Harmonia Mundi, 1994
- Médée H.491 de Marc-Antoine Charpentier, 3 CD Erato (enregistré les 03-12/05/1994). 1994
  - 10 de Répertoire, Choc du Monde de la Musique, Diapason d'or, Diamant Opéra magazine.
- La Descente d’Orphée aux Enfers H.488 de Marc-Antoine Charpentier, Paris, Erato (enregistré les 20-23/05/1995), 1995
- Les Plaisirs de Versailles H.480, Airs sur les stances du Cid  H.457 à H.459, Amor vince ogni cosa, Pastoraleta1a del SIGr. Charpentier H.492 de Marc-Antoine Charpentier, Paris, CD Erato (enregistré les 20-23/05/1995 & 19-20/04/1996). 1996
- Divertissements, Airs et Concerts, Il faut rire et chanter, dispute de bergers H.424, La Pierre philosophale H.501, H.469, H.467, H.442, H.449 b, H.462, H.452, H.443, H.441, H.455, H.467, H.446, H.447, H.454, H.461, H.545 de Marc-Antoine Charpentier, Paris, CD Erato (enregistré les 10-17/05/1998). 1998
- Acis and Galatea de Georg Friedrich Haendel, Paris, Erato, 1999
- Alcina de Georg Friedrich Haendel, Paris, Erato, 2000
- Cantates françaises d’André Campra, Arles, Harmonia Mundi, 2000
- Grand office des morts, (Messe pour les trépassés H.2, Prose des morts H.12, Motet pour les trépassés H.311), Te Deum H.146 de Marc-Antoine Charpentier Paris, CD Virgin classics (enregistrement Live le 14 & 15/09/2004). 2005. ffff de Télérama
- Le Jugement de Salomon H.422, Motet pour une longue offrande H.434. de Marc-Antoine Charpentier Paris, CD Virgin classics (enregistré les 5, 7/09/2005). 2006
- Chansons de la Renaissance, Arles, Harmonia Mundi, 2005
- Il ballo delle ingrate : livre VIII des madrigaux ; Sestina de Claudio Monteverdi, Saint-Michel-de-Provence, Harmonia Mundi, 1983
- Baroque festival vol. 1. Firenze, CD Classica, 1993
- Atys tragédie lyrique en un prologue et cinq actes ; Dies Irae ; Petits motets ; Airs pour le clavecin de Jean Baptiste Lully, Arles, Harmonia Mundi, 1993
- Dido & Æneas de Henry Purcell, Arles, Harmonia Mundi, 1994
- Concerti grossi op. 6 de Georg Friedrich Haendel, Arles, Harmonia Mundi, 1995
- De Lully à Rameau de Jean Baptiste Lully, et al., Arles, Harmonia Mundi, 1996
- Die Zauberflöte KV 620 de Wolfgang Amadeus Mozart, Paris, Erato, 1996
- Hippolyte et Aricie de Jean-Philippe Rameau, Paris, Erato, 1997
- David et Jonathas H.490 de Marc-Antoine Charpentier, Arles, 2 CD Harmonia Mundi, 1988, report 2021
- Die Entführung aus dem Serail de Wolfgang Amadeus Mozart, Paris, Erato, 1999
- Castor & Pollux : chœurs et danses de Jean-Philippe Rameau, Arles, Harmonia Mundi, 1999
- Grands Motets lorrains pour Louis XIV, de Henry Desmarest, Paris, Erato, 2000
- Great Mass in C minor K.427 de Wolfgang Amadeus Mozart, Paris, Erato, 1999
- Il ballo delle ingrate, Sestina de Claudio Monteverdi, Arles, Harmonia Mundi, 1996
- Il Combattimento di Tancredi e Clorinda de Claudio Monteverdi, Arles, Harmonia Mundi, 1997
- Il Ritorno d'Ulisse in patria de Claudio Monteverdi, [S.l.], Virgin Classics, 2003
- Il Sant'Alessio de Stefano Landi, Paris, Erato, 1996
- Jefferson in Paris de Richard Robbins, et  Marc-Antoine Charpentier New York, Angel, 1995
- Jephté de Michel Pignolet de Montéclair, Arles, Harmonia Mundi, 2002
- King Arthur de Henry Purcell, [s.l.n.d.], 1995
- La musique sacrée à travers les âges de Marc-Antoine Charpentier et al., [S.l.], Harmonia Mundi, 1998
- La reine des fées de Henry Purcell, Arles, Harmonia Mundi, 1989
- Le baroque français, Erato / Warner Music France, 2016 (Attention ! Certaines plages de ce coffret triple CD sont corrompues : des fragments de certains titres sont bizarrement intervertis avec des fragments d'autres titres !)
- Le Grand Siècle français musique au temps de Louis XIV de Kenneth Gilbert, Arles, Harmonia Mundi, 1997
- Leçons de ténèbres de François Couperin, Paris, Erato, 1997
- Les Boréades de Jean-Philippe Rameau, Waldron, Opus Arte, 2004
- Les fêtes d’Hébé de Jean-Philippe Rameau, [S.l.s.n.], 1997
- In Nativitatem Domini Canticum H.416, Messe de Minuit H.9, Noëls sur les instruments H.534, 3, 4, 6 de Marc-Antoine Charpentier, CD Erato (enregistré  les 21-22/12/2000). 2001
- Les Indes galantes de Jean-Philippe Rameau, Waldron, Opus Arte, 2005
- Le jardin des voix de William Christie, [S.l.], Virgin Classics, 2006
- Les vingt figures rhétoriques [sic] d'une passion XXe festival de Saintes de Francesco Cavalli, Luigi Rossi, et al. [S.l.], K. 617, 1991
- Louis XIV Musique à Versailles au temps du Roi Soleil, [S.l.], Harmonia Mundi, 2004
- Lully de Jean Baptiste Lully, Arles, France : Harmonia Mundi, 1993
- Madrigal classique, madrigal soliste, comédie madrigalesque. L’âge d’or du madrigal, Arles, Harmonia Mundi, 1998
- Madrigaux à 5 voix de Carlo Gesualdo, prince de Venosa, Arles, Harmonia Mundi, 1988
- Madrigaux des VIIe et VIIIe livres de Claudio Monteverdi, Saint-Michel de Provence, Harmonia Mundi, 1981
- Marc-Antoine Charpentier de Marc-Antoine Charpentier, Arles, Harmonia Mundi, 2004
- Messiah de Georg Friedrich Haendel, Arles, Harmonia Mundi, 1994
- Les Mille et un voyages de Claudio Monteverdi[12], texte de Carl Norac , raconté par Michel Fau et illustré par Nathalie Novi. Interprétation musicale Les Arts Florissants, direction Paul Agnew, Harmonia Mundi, 2017 - CD et livret illustré
- Motets & madrigaux Il ballo delle ingrate ; Selva morale ; L'incoronazione di Poppea de Claudio Monteverdi, Arles, Harmonia Mundi, 1992
- Motets de Guillaume Bouzignac, [s.l.n.d.], 1993
- Mozart, Entfuhrung aus dem Serail, Schäfer, Petibon, Christie de Wolfgang Amadeus Mozart, [s.l.n.d.], 1999
- Musique de ballet 1979-1999 : 20e anniversaire Les Arts Florissants. de Jean-Philippe Rameau, Marc-Antoine Charpentier, Paris, Erato, 1999
- Opera's first master The musical dramas of Claudio Monteverdi de Claudio Monteverdi, Pompton Plains, Amadeus Press, 2006
- Oratorio per la Settimana Santa ; Un peccator pentito de Luigi Rossi, Arles, Harmonia Mundi, 1989
- Orfeo de Luigi Rossi, Arles, Harmonia Mundi, 1991
- Petits motets de Michel-Richard de Lalande, Arles, Harmonia Mundi, 1997
- Pièces de clavecin (1724) Les Indes galantes : suite d'orchestre ; Anacréon : ballet en un acte, scène 5 ; In convertendo, grand motet de Jean-Philippe Rameau, Arles, Harmonia Mundi, 1992
- Pygmalion ; Nélée et Myrthis de Jean-Philippe Rameau, Arles, Harmonia Mundi, 1992
- Rameau de Jean-Philippe Rameau, Arles, Harmonia Mundi Plus, 1992
- Requiem : KV. 626 Ave verum corpus : KV 618 Introitus, Kyrie, Dies irae (excerpts) de Wolfgang Amadeus Mozart, Paris, Erato, 1995
- Selva morale e spirituale  de Claudio Monteverdi, Arles, Harmonia Mundi, 2003
- Soleil musiques au siècle de Louis XIV, Paris, Erato, 1999
- Theodora de Georg Friedrich Haendel, Paris, Erato, 2003
- Voyage en Italie : deux siècles de musique à Rome, Venise, Ferrare, 1550-1750, Arles, Harmonia Mundi, 1998
- Zoroastre de Jean-Philippe Rameau, Paris, Erato, 2002
- David et Jonathas H.490 de Marc-Antoine Charpentier, Aix-en-Provence, DVD Belair classiques (enregistré 07/2012). 2013. ffff de Télérama, International Opera awards 2014
- Médée H.491 (extraits) de Marc-Antoine Charpentier, Hippolyte et Aricie (extraits) de Jean Philippe Rmeau, Airs de Michel Lambert, Paris, CD Archiv Produktion (enregistré 09/2008). 2010
- Le Malade imaginaire H.495, Intermèdes nouveaux du mariage forcé H.494 ii, Arles, 2 CD Harmonia Mundi (enregistrements les 03-08/04/1990 & 21- 23/12/2013). 2021
- Un Oratorio de Noël In Nativitatem Domini Canticum H.416, Les Antiennes "O" de l'avent H.36 à H.43, Noëls pour les instruments H.534, Sur la Naissance de Notre Seigneur Jésus Christ H.482 de Marc-Antoine Charpentier, Arles, CD Harmonia Mundi (enregistrements 08/1983, 05/1982). 2021